# ESTCube-2
ESTCube-2 — эстонский спутник оснащённый электрическим парусом. Сделан по технологии CubeSat.  
9 октября 2023 года, в 4:36 утра по эстонскому времени, из Французской Гвианы стартовала ракета-носитель Vega,  на борту которой находился четвёртый эстонский спутник — ESTCube-2.
Спутник состоит из трёх элементов кубической формы с длиной ребра десять сантиметров и общей массой 4,5 килограмма. Учёные и студенты надеются провести при помощи ESTCube-2 несколько научных экспериментов, включая испытания на коррозию, тестирование камер наблюдения Земли и плазменного тормоза.
Планируемый срок службы ESTCube-2 составляет 2,5 года. Он будет вращаться вокруг Земли на высоте примерно 560 километров. Около года учёные и студенты с его помощью будут заниматься мониторингом растительности и другими экспериментами, такими как проверка радиосвязи, измерение радиошумов и т.д.
Последние шесть месяцев планируется тестирование плазменного тормоза — это главный эксперимент ESTCube-2. Технология предназначена возвращения спутника обратно в атмосферу Земли после завершения миссии, обеспечивая возможное решение обостряющейся проблемы космического мусора.
По данным на 16 октября от последней ступени ракеты-носителя Vega VV23 не произошло отделение малого спутника ESTCube-2, а также еще одного из двенадцати запущенных на ней космических аппаратов.

## Примечания

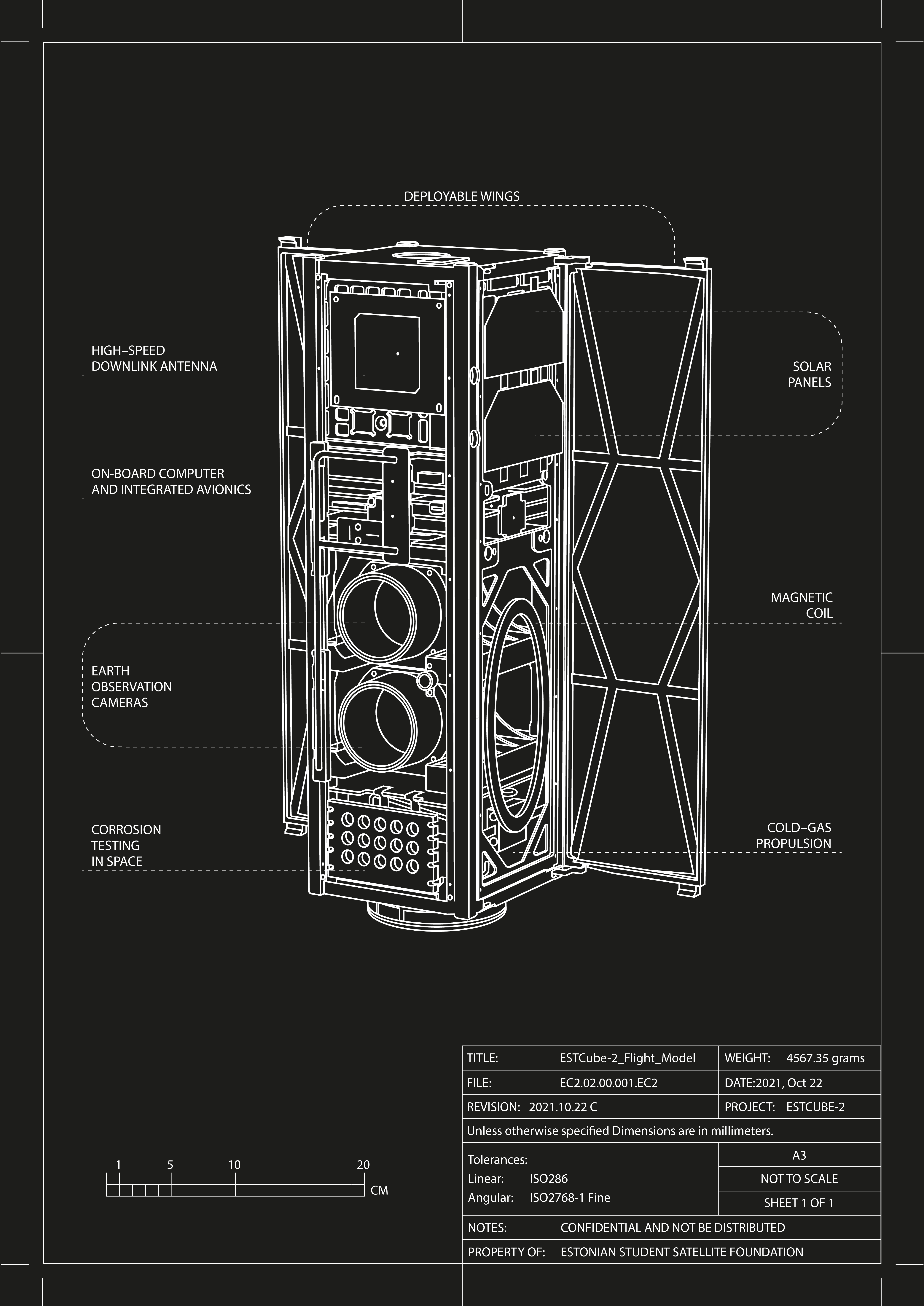
ESTCube-2 - чертёж

## См.также
- ESTCube-1